# 제도혁명당
제도혁명당(스페인어: Partido Revolucionario Institucional, PRI)은 멕시코의 정당으로, 1929년에 창당되어 1964년부터 2000년까지 멕시코에서 독재적 권력을 행사했다. 국민행동당의 비센테 폭스 대통령 후보에 패배를 당해 여당 직위를 상실했다. 1990년에 페루의 작가 마리오 바르가스 요사는 제도혁명당의 통치를 "완벽한 독재"라고 비판했다.
제도혁명당은 2006년 7월 2일 선거까지 국회의 비교 우위를 점하고 있었으나 선거 이후 제3당으로 전락했다. 2009년 7월 5일 치러진 멕시코 총선에서 PRI는 집권여당인 국민행동당(PAN)을 누르고 다시 제1당으로 복귀했으며, 2012년 7월 1일 대통령 선거에서 엔리케 페냐 니에토 후보가 당선, 12년 만에 정권을 재창출하였다.
그러나 2018년 7월 1일 치러진 멕시코 총선에서는 국가재건운동과 국민행동당에 밀리며 다시 제3당으로 전락하였다.

## 이념
1963년까지 제도혁명당은 라사로 카르데나스 델 리오 대통령의 혁명적 국민주의와 반제국주의 정치 철학을 지지하는 정당이었다.
그러나 1964년 구스타보 디아스 오르다스가 권좌에 오른 이후 제도혁명당은 급격히 우경화되었고, 1968년부터 일당제 공표를 선언했다.
이에 카르데나스의 정치 철학을 지지한 사람들을 제도혁명당을 탈당해 카르데나스주의 신생 정당을 설립했다. 현재 제도혁명당의 카르데나스주의 전통을 주장하는 정당으로는 민주혁명당과 국가재건운동이 있다.

## 같이 보기
- 크리스테로 전쟁
- 플루타르코 엘리아스 카예스